# Powhatan (språk)
Powhatan (eget namn: kikitowämak) är ett utdött östligt algonkinspråk som talades av ett indianfolk av samma namn. Språket blev utdött antagligen på 1790-talet. Språkets, och indianfolkets, namn syftar till hövdingen Powhatan som ledde stammen tsenacomoco.
Då engelsmän grundade sin första bosättning till Jamestown Virginia, började låna många nya ord till engelska från powhatan. Största delen av dessa lånord syftade till växter och djur. Dessa lånord är bl.a. opossum och tomahawk.

## Fonologi

### Konsonanter
|             | Bilabial | Alveolar | Palatal | Velar | Glottal |
| ----------- | -------- | -------- | ------- | ----- | ------- |
| Nasal       | m        | n        |         |       |         |
| Klusil      | p        | t        |         | k     |         |
| Affrikat    |          |          | t͡ʃ      |       |         |
| Frikativ    |          | s        |         |       | h       |
| Tremulant   |          | r        |         |       |         |
| Approximant | w        |          | j       |       |         |

Källa:

### Vokaler
|               | Främre | Central | Bakre |
| ------------- | ------ | ------- | ----- |
| Sluten        | iː     |         |       |
| Nästan sluten | ɪ      |         | ʊ     |
| Halvsluten    |        |         | oː    |
| Halvöppen     | ɛ, ɛː  |         |       |
| Öppen         |        | ʌ~a     | ɑ     |

Källa: